# Station Sønderby
Station Sønderby is een spoorweghalte in Tornby in de Deense gemeente Hjørring. Sønderby ligt aan de lijn Hjørring - Hirtshals. 